# Xã Bull Butte, Quận Williams, Bắc Dakota
Xã Bull Butte (tiếng Anh: Bull Butte Township) là một xã thuộc quận Williams, tiểu bang Bắc Dakota, Hoa Kỳ. Năm 2010, dân số của xã này là 13 người.